# Audie Murphy
Audie Leon Murphy (n. 20 iunie 1925, Kingston⁠(d), Comitatul Hunt, Texas, SUA – d. 28 mai 1971, Roanoke⁠(d), Virginia, SUA) a fost un soldat, actor, cântăreț și fermier american. 
A fost unul dintre cei mai decorați soldați americani care au luptat în al Doilea Război Mondial. El a primit toate premiile militare de luptă pentru vitejie disponibile din partea armata SUA, precum și premii franceze și belgiene pentru eroism. Murphy a primit Medalia de Onoare pentru vitejie pe care a demonstrat-o la vârsta de 19 ani pentru că a ținut singur în loc o companie de soldați germani timp de o oră în Punga Colmar din Franța în ianuarie 1945, apoi a condus un contraatac de succes în timp ce era rănit și fără muniție.
După război, Murphy a început o carieră de actorie care a durat 21 de ani. În filmul din 1949, Bad Boy, a primit primul său rol principal.
Suferind de ceea ce astăzi ar fi descris drept tulburare de stres post traumatic (PTSD), Murphy a dormit cu o armă încărcată sub pernă. A căutat mângâiere în somnifere care au creat dependență. În ultimii săi ani, a fost afectat de probleme cu banii, dar a refuzat ofertele de a apărea în reclame la alcool și țigări pentru că nu a vrut să dea un exemplu prost. Murphy a murit într-un accident de avion în Virginia în 1971, cu puțin timp înainte de a împlini 46 de ani. A fost înmormântat cu onoruri militare la Cimitirul Național Arlington, unde mormântul său este unul dintre cele mai vizitate.

## Filmografie

### Filme
| Titlu                      | An   | Rol                                 | Regizor              | Producător                         | Studio                 | Distribuție | Ref.                    |
| -------------------------- | ---- | ----------------------------------- | -------------------- | ---------------------------------- | ---------------------- | --- | ----------------------- |
| Texas, Brooklyn & Heaven   | 1948 | Copy Boy                            | William Castle       | Robert Golden                      | United Artists         | James Dunn, William Frawley, Margaret Hamilton, Roscoe Karns, Diana Lynn, Guy Madison, Irene Ryan, Lionel Stander      | [ 7 ] [ 8 ]             |
| Beyond Glory               | 1948 | Cadet Thomas                        | John Farrow          | Robert Fellows                     | Paramount              | Alan Ladd, Donna Reed                                                                                                  | [ 9 ]                   |
| Bad Boy                    | 1949 | Danny Lester                        | Kurt Neumann         | Paul Short                         | Monogram               | James Gleason, Jimmy Lydon, Lloyd Nolan, Martha Vickers, Rhys Williams, Jane Wyatt                                     | [ 6 ] [ 8 ]             |
| The Kid from Texas         | 1950 | William Bonney                      | Kurt Neumann         | Paul Short                         | Universal              | Albert Dekker, Will Geer, Gale Storm, William Talman, Ray Teal, Frank Wilcox                                           | [ ALM 1 ]               |
| Sierra                     | 1950 | Ring Hassard                        | Alfred E. Green      | Michael Kraike                     | Universal              | James Arness, Tony Curtis, Wanda Hendrix, Burl Ives, Dean Jagger, Elliott Reid, Roy Roberts                            | [ 13 ] [ 12 ] [ 14 ]    |
| Kansas Raiders             | 1950 | Jesse James                         | Ray Enright          | Ted Richmond                       | Universal              | Richard Arlen, James Best, Scott Brady, Tony Curtis, Brian Donlevy, Richard Long                                       | [ 15 ] [ 12 ]           |
| The Red Badge of Courage   | 1951 | The Youth                           | John Huston          | Gottfried Reinhardt                | MGM                    | Royal Dano, Andy Devine, Douglas Dick, John Dierkes, Arthur Hunnicutt, Bill Mauldin                                    | [ 16 ] [ ALM 2 ]        |
| The Cimarron Kid           | 1951 | Bill Doolin a.k.a. The Cimarron Kid | Budd Boetticher      | Ted Richmond                       | Universal              | Noah Beery Jr, James Best, Leif Erickson, Hugh O'Brian, Roy Roberts, Frank Silvera                                     | [ 18 ] [ 12 ]           |
| The Duel at Silver Creek   | 1952 | Luke Cromwell a.k.a. The Silver Kid | Don Siegel           | Leonard Goldstein                  | Universal              | Susan Cabot, Faith Domergue, Lee Marvin, Gerald Mohr                                                                   | [ 12 ] [ 19 ]           |
| Gunsmoke                   | 1953 | Reb Kittredge                       | Nathan Juran         | Aaron Rosenberg                    | Universal              | Susan Cabot, Jack Kelly, Jesse White                                                                                   | [ 20 ] [ 21 ]           |
| Column South               | 1953 | Lt. Jed Sayre                       | Frederick De Cordova | Ted Richmond                       | Universal              | James Best, Ray Collins, Joan Evans, Russell Johnson, Jack Kelly, Bob Steele, Robert Sterling, Dennis Weaver           | [ 22 ] [ 23 ]           |
| Tumbleweed                 | 1953 | Jim Harvey                          | Nathan Juran         | Ross Hunter                        | Universal              | King Donovan, Russell Johnson, Lori Nelson, Roy Roberts, Lyle Talbot, Lee Van Cleef, Chill Wills                       | [ 24 ] [ 23 ]           |
| Ride Clear of Diablo       | 1954 | Clay O'Mara                         | Jesse Hibbs          | John W. Rogers                     | Universal              | Susan Cabot, Dan Duryea, Jack Elam, Abbe Lane, Russell Johnson, Denver Pyle                                            | [ 25 ] [ 23 ]           |
| Drums Across the River     | 1954 | Gary Brannon                        | Nathan Juran         | Melville Tucker                    | Universal              | Morris Ankrum, Lane Bradford, Walter Brennan, Lisa Gaye, Howard McNear, Jay Silverheels, Bob Steele                    | [ 26 ] [ 23 ]           |
| Destry                     | 1954 | Tom Destry                          | George Marshall      | Stanley Rubin                      | Universal              | Edgar Buchanan, Mari Blanchard, Wallace Ford, Alan Hale, Jr., Thomas Mitchell, Lori Nelson, Mary Wickes                | [ 27 ] [ 23 ]           |
| To Hell and Back           | 1955 | Himself                             | Jesse Hibbs          | Aaron Rosenberg                    | Universal              | Charles Drake, David Janssen, Jack Kelly, Susan Kohner, Denver Pyle, Marshall Thompson                                 | [ 28 ] [ 23 ]           |
| World in My Corner         | 1956 | Tommy Shea                          | Jesse Hibbs          | Aaron Rosenberg                    | Universal              | John McIntire, Jeff Morrow, Barbara Rush                                                                               | [ 29 ] [ 23 ]           |
| Walk the Proud Land        | 1956 | John Philip Clum                    | Jesse Hibbs          | Aaron Rosenberg                    | Universal              | Morris Ankrum, Anne Bancroft, Anthony Caruso, Pat Crowley, Charles Drake, Jay Silverheels                              | [ 30 ] [ 31 ]           |
| Joe Butterfly              | 1957 | Pvt. Joe Woodley                    | Jesse Hibbs          | Aaron Rosenberg                    | Universal              | John Agar, Fred Clark, Burgess Meredith, George Nader, Keenan Wynn                                                     | [ 29 ] [ 31 ]           |
| The Guns of Fort Petticoat | 1957 | Lt. Frank Hewitt                    | George Marshall      | Harry Joe Brown Audie Murphy       | Columbia               | Kathryn Grant, Sean McClory, Jeanette Nolan, Ray Teal                                                                  | [ 32 ] [ 31 ]           |
| Night Passage              | 1957 | Lee McLaine a.k.a. The Utica Kid    | James Neilson        | Aaron Rosenberg                    | Universal              | Hugh Beaumont, Ellen Corby, Brandon deWilde, Dan Duryea, Jack Elam, Jay C. Flippen, James Stewart                      | [ 33 ] [ 31 ]           |
| The Quiet American         | 1958 | The American                        | Joseph L. Mankiewicz | Joseph L. Mankiewicz               | United Artists         | Bruce Cabot, Claude Dauphin, Richard Loo, Giorgia Moll, Michael Redgrave                                               | [ 34 ] [ 31 ] [ ALM 3 ] |
| Ride a Crooked Trail       | 1958 | Joe Maybe                           | Jesse Hibbs          | Howard Pine                        | Universal              | Leo Gordon, Walter Matthau, Mort Mills, Joanna Cook Moore, Gia Scala, Henry Silva                                      | [ 36 ] [ 37 ]           |
| The Gun Runners            | 1958 | Sam Martin                          | Don Siegel           | Herbert E. Stewart Clarence Greene | Seven Arts             | Eddie Albert, Jack Elam, Richard Jaeckel, Patricia Owens, Everett Sloane                                               | [ 38 ] [ 39 ]           |
| No Name on the Bullet      | 1959 | John Gant                           | Jack Arnold          | Jack Arnold Howard Christie        | Universal              | R.G. Armstrong, Charles Drake, Joan Evans, Virginia Grey, Warren Stevens, Karl Swenson                                 | [ 40 ] [ 41 ]           |
| The Wild and the Innocent  | 1959 | Yancy Hawks                         | Jack Sher            | Sy Gomberg                         | Universal              | Jim Backus, Peter Breck, Sandra Dee, Joanne Dru, Strother Martin, Gilbert Roland                                       | [ 42 ] [ 41 ]           |
| Cast a Long Shadow         | 1959 | Matt Brown                          | Thomas Carr          | Walter Mirisch Audie Murphy        | United Artists         | James Best, John Dehner, Terry Moore, Denver Pyle                                                                      | [ 43 ] [ 41 ]           |
| The Unforgiven             | 1960 | Cash Zachary                        | John Huston          | James Hill                         | United Artists         | Charles Bickford, Lillian Gish, Audrey Hepburn, Burt Lancaster, Doug McClure, Albert Salmi, John Saxon, Joseph Wiseman | [ 44 ] [ 45 ] [ 41 ]    |
| Hell Bent for Leather      | 1960 | Clay Santell                        | George Sherman       | Gordon Kay                         | Universal              | Malcolm Atterbury, Felicia Farr, Allan Lane, Robert Middleton, Herbert Rudley, Bob Steele                              | [ 46 ] [ 41 ]           |
| Seven Ways from Sundown    | 1960 | Seven Ways from Sundown Jones       | Harry Keller         | Gordon Kay                         | Universal              | Don Collier, Jack Kruschen, John McIntire, Venetia Stevenson, Barry Sullivan                                           | [ 47 ] [ 41 ] [ ALM 4 ] |
| Posse from Hell            | 1961 | Banner Cole                         | Herbert Coleman      | Gordon Kay                         | Universal              | Rodolfo Acosta, Royal Dano, Zohra Lampert, Allan Lane, Vic Morrow, John Saxon, Ray Teal, Lee Van Cleef                 | [ 49 ] [ 50 ]           |
| Battle at Bloody Beach     | 1961 | Craig Benson                        | Herbert Coleman      | Richard Maibaum                    | 20th Century Fox       | Gary Crosby, Ivan Dixon, Dolores Michaels, Alejandro Rey                                                               | [ 51 ] [ 52 ]           |
| Six Black Horses           | 1962 | Ben Lane                            | Harry Keller         | Gordon Kay                         | Universal              | Dan Duryea, Joan O'Brien, Bob Steele                                                                                   | [ 53 ] [ 52 ]           |
| War is Hell                | 1962 | Narrator                            | Burt Topper          | Burt Topper                        | Allied Artists         | Baynes Barron | [ 54 ] [ 55 ]           |
| Showdown                   | 1963 | Chris Foster                        | R.G. Springsteen     | Gordon Kay                         | Universal              | Kathleen Crowley, Charles Drake, Skip Homeier, L. Q. Jones, Strother Martin, Harold J. Stone                           | [ 56 ] [ 52 ]           |
| Gunfight at Comanche Creek | 1963 | Bob Gifford a.k.a. Judd Tanner      | Frank McDonald       | Ben Schwalb                        | Allied Artists         | Ben Cooper, DeForest Kelley, Susan Seaforth                                                                            | [ 57 ] [ 52 ]           |
| The Quick Gun              | 1964 | Clint Cooper                        | Sidney Salkow        | Grant Whytock                      | Columbia               | Merry Anders, James Best, Ted de Corsia, Frank Ferguson, Mort Mills                                                    | [ 52 ] [ 58 ]           |
| Bullet for a Badman        | 1964 | Logan Keliher                       | R.G. Springsteen     | Gordon Kay                         | Universal              | Alan Hale Jr., Skip Homeier, Ruta Lee, Darren McGavin, Beverley Owen, George Tobias                                    | [ 59 ] [ 52 ]           |
| Apache Rifles              | 1964 | Captain Jeff Stanton                | William Witney       | Grant Whytock                      | 20th Century Fox       | John Archer, Michael Dante, L. Q. Jones, Linda Lawson, Ken Lynch                                                       | [ 60 ] [ 52 ]           |
| Arizona Raiders            | 1965 | Clint Stewart                       | William Witney       | Grant Whytock                      | Columbia               | Ben Cooper, Buster Crabbe, Michael Dante, Gloria Talbott                                                               | [ 55 ] [ 61 ]           |
| Gunpoint                   | 1966 | Chad Lucas                          | Earl Bellamy         | Gordon Kay                         | Universal              | Edgar Buchanan, Royal Dano, Denver Pyle, Joan Staley, Warren Stevens, Morgan Woodward                                  | [ 62 ] [ 55 ]           |
| The Texican                | 1966 | Jess Carlin                         | Lesley Selander      | John Champion Bruce Balaban        | Columbia               | Broderick Crawford | [ 63 ] [ 55 ]           |
| Trunk to Cairo             | 1966 | Mike Merrick                        | Menahem Golan        | Menahem Golan                      | American International | Marianne Koch, George Sanders                                                                                          | [ 64 ] [ 55 ]           |
| 40 Guns to Apache Pass     | 1967 | Captain Bruce Coburn                | William Witney       | Grant Whytock                      | Columbia               | Laraine Stephens | [ 65 ] [ 55 ]           |
| A Time for Dying           | 1969 | Jesse James                         | Budd Boetticher      | Audie Murphy                       | FIPCO Productions      | Burt Mustin, Victor Jory                                                                                               | [ 55 ] [ 66 ]           |